# 罗斯季斯拉夫·雅罗斯拉维奇 (梁赞)
罗斯季斯拉夫·雅罗斯拉维奇 Ростислав Ярославич（1129年—1155年），古罗斯王公，梁赞王公（1143年~1145年），穆罗姆王公（1145年~1155年）。
罗斯季斯拉夫·雅罗斯拉维奇是穆罗姆王公雅罗斯拉夫·斯维亚托斯拉维奇之子。他起先是普龙斯克的王公。1143年，其兄斯维亚托斯拉夫·雅罗斯拉维奇把梁赞的公位让给了他。在罗斯季斯拉夫·雅罗斯拉维奇在位时代，穆罗姆与梁赞两公国彻底分离：斯维亚托斯拉夫的后代成为穆罗姆的历代王公，而罗斯季斯拉夫的后代则统治梁赞。
罗斯季斯拉夫·雅罗斯拉维奇与斯摩棱斯克的王公建立联盟关系，并积极支持罗斯托夫的城市贵族，以制衡苏兹达尔王公尤里·多尔戈鲁基过于强大的势力。
1153年，罗斯季斯拉夫·雅罗斯拉维奇在其领地内建立一座新城市，以其名字命名为罗斯季斯拉夫尔。

## 子女
- 格列布·罗斯季斯拉维奇，梁赞王公
- 安德烈·罗斯季斯拉维奇，叶列茨王公

## 资料来源
- 苏联历史百科全书·人物卷，1961~1973

| 前任： 斯维亚托斯拉夫·雅罗斯拉维奇 | 梁赞公爵 1143~1145   | 繼任： 格列布·罗斯季斯拉维奇       |
| 前任： 斯维亚托斯拉夫·雅罗斯拉维奇 | 穆罗姆公爵 1145~1155 | 繼任： 弗拉基米尔·斯维亚托斯拉维奇 |